# Quincy Jones III

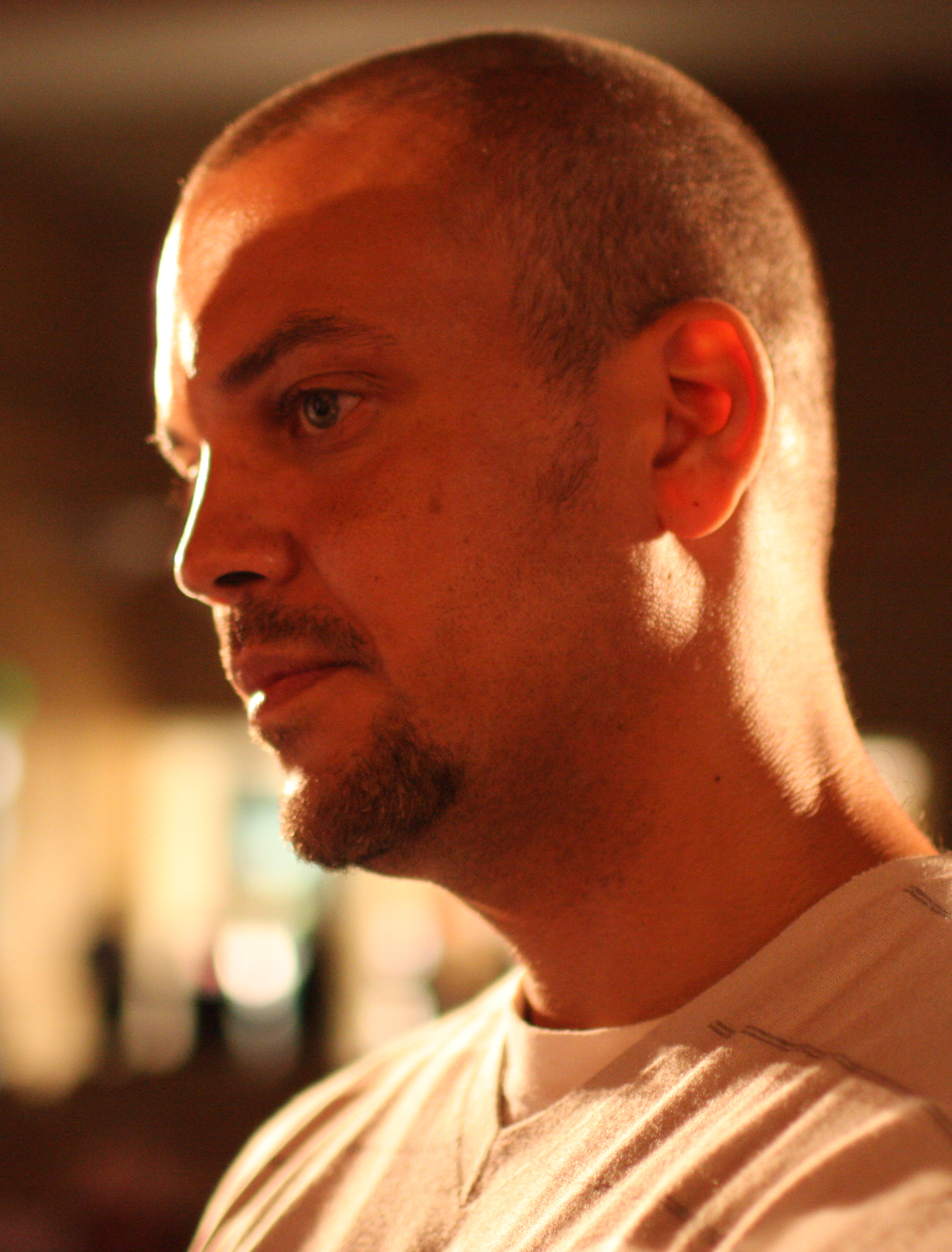
Quincy Jones III

Quincy Delight Jones III, ook bekend als QD3 en Snoopy (23 december 1968) is een Zweeds-Amerikaanse componist, muziekproducent, filmproducent en auteur.

## Persoonlijk leven
Quincy werd geboren als zoon van de Amerikaanse muzieklegende Quincy Jones en Zweeds topmodel Ulla Andersson. Hij verhuisde naar Zweden op vierjarige leeftijd met zijn moeder en zijn oudere zus Martina Jones.
Quincy groeide op in Söderort in Zuid-Stockholm. Hij had een moeilijke jeugd vanwege het scheiden van zijn ouders en de zwakke financiële situatie van zijn moeder. Hij zag zijn vader zelden en was getuige van zijn moeders drugsmisbruik.

## Carrière
Quincy ontdekte breakdancing in zijn vroege tienerjaren. Quincy wordt gezien als een van de pioniers van de Zweedse hiphop-cultuur. Hij nam het pseudoniem Snoopy aan en had samen met Karl Dyall een hit in 1986 met het rapnummer "Next Time". Het nummer kwam van de soundtrack van de zeer populaire film Stockholmsnatt waarin Quincy een van de hoofdrollen had. Op zestienjarige leeftijd had hij zijn eerste gouden plaat binnen.
Toen hij zeventien was besloot Quincy naar de Verenigde Staten te verhuizen. Hij ging daar enige tijd naar de school waar zijn vader op had gezeten, de Berklee School of Music. Aangezien de school niet bood wat Quincy zocht verliet hij de school. Hij verhuisde naar The Bronx waar hij met zijn vriend T La Rock samenwoonde. Quincy oefende zijn kunsten in de Power Play Studios met enkele toekomstige hiphop legendes: Rakim en KRS-One.
Binnen 7 jaar had Quincy zichzelf bewezen als gerespecteerd producent en nam het nieuwe pseudoniem QD3 aan. Hij produceerde nummers voor vele artiesten, waaronder LL Cool J, Too $hort, Ice Cube en 2Pac. Hij heeft ook muziek geschreven voor films en televisieseries waaronder The Fresh Prince of Bel-Air en Menace II Society.
QD3 heeft ook een aantal succesvolle hiphop-documentaires geproduceerd zoals Thug Angel, The Freshest Kids, Beef en Beef II.

## Trivia
- QD3 produceerde de documentaire Thug Angel over Tupac Shakur.
- De eerste brief die zijn ouders kregen na zijn geboorte was van Frank Sinatra, een vriend van de familie.
- Kreeg zijn eerste Emmy-nominering in 1999 voor de televisieserie The PJs met Eddie Murphy.
- Een van zijn jongere zussen is actrice en zangeres Rashida Jones.